# Ninja Hattori-kun
Ninja Hattori-kun (яп. 忍者ハットリくん «Ниндзя Хаттори-кун») — манга, автором которой является Фудзико Фудзио. Публиковалась издательством Shogakukan в журнале CoroCoro Comic с 1964 по 1971 год. Всего выпущено 16 томов. По мотивам манги студией Shin-Ei Animation был выпущен аниме-сериал, который транслировался по телеканалу TV Asahi с 28 сентября 1981 года по 25 декабря 1987 года, был также дублирован на итальянском и испанском языках. Также в 1982 и 1983 годах были выпущены 2 короткометражных фильма. В 2012 году студией Reliance MediaWorks начала выпускаться новая версия сериала, которая транслируется по телеканалу TV Asahi с 14 мая 2012 года, трансляция продолжается.

## Сюжет
10-летний Кэнъити Мицуба обыкновенный ребёнок, который настолько ленивый и непослушный, что его постоянно ругают родители и учителя за неуспеваемость. Однако это не мешает ему подружиться с мальчиком-ниндзей по имени Хаттори Кандзо. Так, маленький ниндзя вместе с братом Синдзо и личным псом решают вместе помочь мальчику в его проблемах. В то же время Кэмумаки, другой ниндзя, пытается доставить новые проблемы Хаттори и зачастую сталкивает его с Кэнъити. Иногда главным героям помогают Тогэдзиро и Цубамэ.

## Список персонажей
- Кандзо Хаттори (яп. ハットリ カンゾウ / 服部 貫蔵 Хаттори Кандзо:)

Главный герой аниме. 11-летний мальчик. Весит 40 килограммов, рост — 140 сантиметров. Как правило, следит за тем, чтобы Кэмумаки не сотворил шалости. Хотя он достаточно силён, его слабое место — боязнь лягушек, из-за чего он часто попадает в неудобные ситуации. Встречается с Цубамэ. Носит синий костюм.
Сэйю: Дзюнко Хори
- Синдзо Хаттори (яп. ハットリ シンゾウ / 服部 心蔵 Хаттори Синдзо:)

Младший брат Кандзо. Носит красный костюм. Уважает брата и много тренируется, чтобы стать таким же сильным, как Кандзо. Может с помощью крика ослаблять противника а с помощью плача — обездвиживать их.
Сэйю: Юко Мита
- Сисимару (яп. 獅子丸 Сисимару)

Собака-ниндзя и домашний питомец Кандзо. Атакует противника с помощью огненных шаров. Любит есть сладкое, особенно шоколадный рулет.
Сэйю: Кэнъити Огата
- Кэнъити Мицуба (яп. 三葉 ケン一 Мицуба Кэнъити)

10-летний и ленивый мальчик, который имеет большие проблемы с учёбой и в то же время непослушный, за что его всё время отчитывает мать. Несмотря на всё это, у Кэнъити большое сердце и он готов без промедления помочь нуждающимся.
Сэйю: Масако Сугуя
- Цубамэ (яп. ツバメ Цубамэ)

Любит Хаттори и мечтает выйти замуж за него. Ниндзя, носит розовый костюм. Владеет блокфлейтой, кларнетом, пикколо, флейтой и фаготом.
Сэйю: Фуюми Сираиси
- Кэмудзо Кэмумаки (яп. ケムマキ・ケムゾウ Кэмумаки Кэмудзо:)

Ниндзя и отрицательный персонаж в истории. Всё время пытается доставить новых неприятностей главным героям, так как конкурирует с Кэнъити за сердце Юмэко. Пошёл учится в тот же класс, что и Кэнъити. Носит зелёный костюм.
Сэйю: Канэта Кимоцуки
- Кагэтиё (яп. 影千代 Кагэтиё)

Чёрный кот, помогающий Кумэмаки. Обычно притворяется простым котом, чтобы подслушать разговоры главных героев и докладывать нужную информацию Кэмумаки.
Сэйю: Эйко Ямада
- Юмэко Каваи (яп. 河合 夢子 Каваи Юмэко)

Молодая девушка и главная причина конфликта между Кэнъити и Кэмумаки а также является главной причиной возникновения многих проблем. Некоторые ошибочно полагают, что у Юмэко роман с Хаттори.
Сэйю: Руна Акияма

## Аниме
В январе 2012 года в журнале Никкэй было опубликовано, что студия Shin-Ei Animation совместно с индийской студией Reliance MediaWorks работает над созданием нового аниме-сериала. Сериал был создан наряду с другими ремейками известных старых детских аниме-сериалов, предназначенных для трансляции на территории Азии. Такая инициатива была обусловлена стагнацией внутреннего рынка аниме, связанной с низкой рождаемостью японского населения, (подбавляющее большинство современных аниме-сериалов предназначены для подростковой и взрослой аудитории) таким образом новые сериалы будут транслироваться в южно-азиатских странах с «более молодой аудиторией».